# Bahnhof Berlin Potsdamer Platz
Bahnhof Berlin Potsdamer Platz vasútállomás Németországban, Berlin Mitte kerületében a Potsdamer Platzon, Berlin központjában. A Potsdamer Platz metróállomás mellett található. A vasútállomás egy regionális- és egy S-Bahn részből áll. A regionális állomás (üzemszerűen csak egy megálló) a 2006-ban megnyitott észak-déli fővonali vasútvonal alagútjában található, amely a Berlin Hauptbahnhoffal való összeköttetést biztosítja. Ez része a berlini vasúti közlekedési rendszerre vonatkozó gombakoncepciónak. Mellette található az S-Bahn állomás, amely az észak-déli alagút részeként 1939-ben kezdte meg működését.
A mai Potsdamer Platz állomástól délre volt a két szárnyból álló potsdami (távolsági) vasútállomás, amelyet még a háború vége előtt, 1945-ben bezártak. Az S-Bahn állomástól keletre található a Potsdamer Platz metróállomás, amely szerkezetileg nem kapcsolódik a vasútállomáshoz. A földalatti állomás műemlékvédelem alatt áll. A regionális vasútállomás építése során egy további földalatti állomást készítettek elő egy tervezett új vonalhoz.
A német vasútállomás-kategóriák közül a második csoportba tartozik.

## Vasútvonalak
Az állomást az alábbi vasútvonalak érintik:
- Észak-Dél-vasútvonal

## Forgalom

### Regionális
| Járat              | Útvonal | Útvonal | Útvonal |
| ------------------ | --- | --- | --- |
| RE 3               | Lutherstadt Wittenberg – Jüterbog – Ludwigsfelde – Berlin Potsdamer Platz – Eberswalde – Angermünde –                              | Lutherstadt Wittenberg – Jüterbog – Ludwigsfelde – Berlin Potsdamer Platz – Eberswalde – Angermünde –                              | Schwedt (Oder) |
| RE 3               | Lutherstadt Wittenberg – Jüterbog – Ludwigsfelde – Berlin Potsdamer Platz – Eberswalde – Angermünde –                              | Lutherstadt Wittenberg – Jüterbog – Ludwigsfelde – Berlin Potsdamer Platz – Eberswalde – Angermünde –                              | Prenzlau – Greifswald – Stralsund                                                                                                  |
| RE 4               | Falkenberg (Elster) – Jüterbog – Ludwigsfelde – Berlin Potsdamer Platz – Berlin-Spandau – Dallgow-Döberitz – Wustermark – Rathenow | Falkenberg (Elster) – Jüterbog – Ludwigsfelde – Berlin Potsdamer Platz – Berlin-Spandau – Dallgow-Döberitz – Wustermark – Rathenow | Falkenberg (Elster) – Jüterbog – Ludwigsfelde – Berlin Potsdamer Platz – Berlin-Spandau – Dallgow-Döberitz – Wustermark – Rathenow |
| RE 5               | Berlin Südkreuz – Berlin Potsdamer Platz – Berlin Gesundbrunnen – Oranienburg – Neustrelitz –                                      | Berlin Südkreuz – Berlin Potsdamer Platz – Berlin Gesundbrunnen – Oranienburg – Neustrelitz –                                      | Güstrow – Rostock |
| RE 5               | Berlin Südkreuz – Berlin Potsdamer Platz – Berlin Gesundbrunnen – Oranienburg – Neustrelitz –                                      | Berlin Südkreuz – Berlin Potsdamer Platz – Berlin Gesundbrunnen – Oranienburg – Neustrelitz –                                      | Neubrandenburg – Stralsund |
| RE 8               | Berlin Hauptbahnhof – Berlin Potsdamer Platz – Berlin Südkreuz – Wünsdorf-Waldstadt – Luckau-Uckro –                               | Berlin Hauptbahnhof – Berlin Potsdamer Platz – Berlin Südkreuz – Wünsdorf-Waldstadt – Luckau-Uckro –                               | Doberlug-Kirchhain – Elsterwerda                                                                                                   |
| RE 8               | Berlin Hauptbahnhof – Berlin Potsdamer Platz – Berlin Südkreuz – Wünsdorf-Waldstadt – Luckau-Uckro –                               | Berlin Hauptbahnhof – Berlin Potsdamer Platz – Berlin Südkreuz – Wünsdorf-Waldstadt – Luckau-Uckro –                               | Finsterwalde (Niederlausitz) |
| RB 10              | Berlin Südkreuz – Berlin Potsdamer Platz – Berlin Hauptbahnhof – Berlin Jungfernheide – Berlin-Spandau – Falkensee – Nauen         | Berlin Südkreuz – Berlin Potsdamer Platz – Berlin Hauptbahnhof – Berlin Jungfernheide – Berlin-Spandau – Falkensee – Nauen         | Berlin Südkreuz – Berlin Potsdamer Platz – Berlin Hauptbahnhof – Berlin Jungfernheide – Berlin-Spandau – Falkensee – Nauen         |
| RB 14              | Berlin Südkreuz – Berlin Potsdamer Platz – Berlin Hauptbahnhof – Berlin Jungfernheide – Berlin-Spandau – Falkensee – Nauen         | Berlin Südkreuz – Berlin Potsdamer Platz – Berlin Hauptbahnhof – Berlin Jungfernheide – Berlin-Spandau – Falkensee – Nauen         | Berlin Südkreuz – Berlin Potsdamer Platz – Berlin Hauptbahnhof – Berlin Jungfernheide – Berlin-Spandau – Falkensee – Nauen         |
| 2022. december 11. | | | |

### S- és U-Bahn
| Járat | Útvonal |
| ----- | --- |
|       | Oranienburg – Lehnitz – Borgsdorf – Birkenwerder – Hohen Neuendorf – Frohnau – Hermsdorf – Waidmannslust – Wittenau (Wilhelmsruher Damm) – Wilhelmsruh – Schönholz – Wollankstraße – Bornholmer Straße – Gesundbrunnen – Humboldthain – Nordbahnhof – Oranienburger Straße – Friedrichstraße – Brandenburger Tor – Potsdamer Platz – Anhalter Bahnhof – Yorckstraße (Großgörschenstraße) – Julius-Leber-Brücke – Schöneberg – Friedenau – Feuerbachstraße – Rathaus Steglitz – Botanischer Garten – Lichterfelde West – Sundgauer Straße – Zehlendorf – Mexikoplatz – Schlachtensee – Nikolassee – Wannsee |
|       | Bernau – Bernau-Friedenstal – Zepernick – Röntgental – Buch – Karow – Blankenburg – Pankow-Heinersdorf – Pankow – Bornholmer Straße – Gesundbrunnen – Humboldthain – Nordbahnhof – Oranienburger Straße – Friedrichstraße – Brandenburger Tor – Potsdamer Platz – Anhalter Bahnhof – Yorckstraße – Südkreuz – Priesterweg – Attilastraße – Marienfelde – Buckower Chaussee – Schichauweg – Lichtenrade – Mahlow – Blankenfelde |
|       | Hennigsdorf – Heiligensee – Schulzendorf – Tegel – Eichborndamm – Karl-Bonhoeffer-Nervenklinik – Alt-Reinickendorf – Schönholz – Wollankstraße – Bornholmer Straße – Gesundbrunnen – Humboldthain – Nordbahnhof – Oranienburger Straße – Friedrichstraße – Brandenburger Tor – Potsdamer Platz – Anhalter Bahnhof – Yorckstraße – Südkreuz – Priesterweg – Südende – Lankwitz – Lichterfelde Ost – Osdorfer Straße – Lichterfelde Süd – Teltow Stadt |
|       | Waidmannslust – Wittenau (Wilhelmsruher Damm) – Wilhelmsruh – Schönholz – Wollankstraße – Bornholmer Straße – Gesundbrunnen – Humboldthain – Nordbahnhof – Oranienburger Straße – Friedrichstraße – Brandenburger Tor – Potsdamer Platz – Anhalter Bahnhof – Yorckstraße – Südkreuz – Priesterweg – Südende – Lankwitz – Lichterfelde Ost – Osdorfer Straße – Lichterfelde Süd – Teltow Stadt |
|       | Pankow – Vinetastraße – Schönhauser Allee – Eberswalder Straße – Senefelderplatz – Rosa-Luxemburg-Platz – Alexanderplatz – Klosterstraße – Märkisches Museum – Spittelmarkt – Hausvogteiplatz – Stadtmitte – Mohrenstraße – Potsdamer Platz – Mendelssohn-Bartholdy-Park – Gleisdreieck – Bülowstraße – Nollendorfplatz – Wittenbergplatz – Zoologischer Garten – Ernst-Reuter-Platz – Deutsche Oper – Bismarckstraße – Sophie-Charlotte-Platz – Kaiserdamm – Theodor-Heuss-Platz – Neu-Westend – Olympia-Stadion – Ruhleben                                                                               |

## Kapcsolódó állomások
A vasútállomáshoz az alábbi állomások vannak a legközelebb:
- Long-distance and regional railway station Berlin-Hauptbahnhof (RE 3)
- Berlin-Südkreuz (Berlin-Südkreuz, RE 5)
- Long-distance and regional railway station Berlin-Hauptbahnhof (Stralsund Hauptbahnhof, RE 5)
- Berlin-Südkreuz (RE 3)
- Berlin-Südkreuz (Falkenberg (Elster), RE 4)
- Long-distance and regional railway station Berlin-Hauptbahnhof (Rathenow, RE 4)
- Berlin-Südkreuz (Elsterwerda, Finsterwalde (Niederlausitz), RE 8 (Berlin/Brandenburg))
- Long-distance and regional railway station Berlin-Hauptbahnhof (Long-distance and regional railway station Berlin-Hauptbahnhof, RE 8 (Berlin/Brandenburg))